# Ulrich Tukur

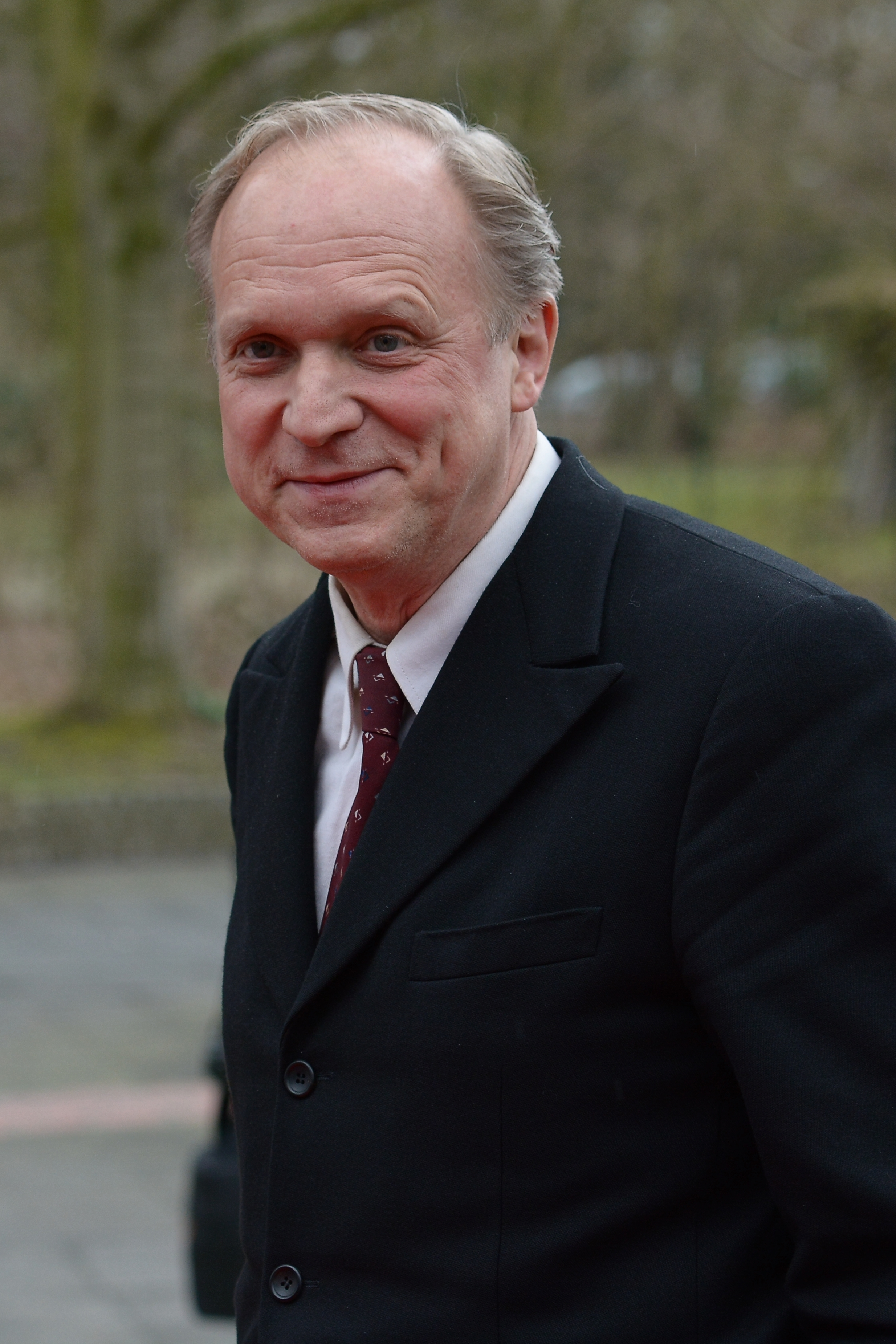
Ulrich Tukur 2015 in Marl anlässlich der Verleihung des Grimme-Preises

Ulrich Tukur (eigentlich: Ulrich Gerhard Scheurlen; * 29. Juli 1957 in Viernheim/Hessen) ist ein deutscher Schauspieler, Musiker und Schriftsteller.

## Leben
Ulrich Scheurlen ist nach eigener Aussage ein Nachfahre Gustav Schwabs. Sein Vater, Jerg Michael Scheurlen (1926–2017), stammte aus Stuttgart und arbeitete als diplomierter Ingenieur für verschiedene Stromerzeuger. Seine Mutter, Ortrud Scheurlen, geb. Hermann (1929–2020), gebürtig aus Ravensburg und in Ulm aufgewachsen, war Landwirtschaftslehrerin. Ulrich Scheurlen beschrieb seine Eltern als „sehr spießig, bürgerlich, schwäbisch“. Er wuchs mit einer Schwester (Sabine) und einem Bruder (Michael) in Westfalen, Hessen und Niedersachsen auf. 1963 zog die Familie nach Großkrotzenburg, wo er von 1967 an das Franziskanergymnasium Kreuzburg besuchte. Seine Jugend verbrachte er in Wedemark nahe Hannover. 1977 machte er sein Abitur am Gymnasium Großburgwedel und während eines Schüleraustauschs mit dem American Field Service in Boston (USA) einen High-School-Abschluss. Dort lernte er auch seine spätere erste Ehefrau, Amber Wood, kennen. Dieser Verbindung entstammen zwei Töchter, Lilli und Marlene.
Nach dem Wehrdienst studierte Scheurlen Germanistik, Anglistik und Geschichte an der Universität Tübingen und arbeitete unter anderem als Straßenmusiker. Während seines Studiums war er Mitglied der Studentenverbindung AV Igel. In Tübingen ging er nach eigenem Bekunden im Alter von 21 Jahren erstmals freiwillig in ein Theater und sah eine Aufführung der Dreigroschenoper. 1980 begann er an der Staatlichen Hochschule für Musik und Darstellende Kunst in Stuttgart eine Schauspielausbildung. Nach deren Abschluss im Jahr 1983 wurde er von den Städtischen Bühnen Heidelberg engagiert.
Den Künstlernamen Tukur legte Scheurlen sich auf Bitten Michael Verhoevens, des Regisseurs seines ersten Kinofilms, zu. Er leitete ihn aus einem in der Familie überlieferten Vorkommnis aus der Besatzungszeit des Rheinlands durch Truppen Napoleon Bonapartes ab. Ein Vorfahre habe seinen neugeborenen Sohn Napoleon, ohne weitere Rufnamen, also „Napoléon, tout court“ (‚ganz einfach Napoleon‘) nennen wollen; daraufhin sei der Name – mit dem erläuternden Zusatz und eingedeutscht – als Napoleon Tukur in die Akten aufgenommen worden.
Ulrich Tukur ist in zweiter Ehe mit der Fotografin Katharina John verheiratet. Von 1999 bis 2019 lebten sie auf Giudecca in Venedig sowie in Montepiano (Stadt Vernio) in der Toskana. 2019 zog Tukur nach Berlin-Schöneberg. Er beteiligte sich im April 2021 an der Aktion allesdichtmachen, bei der über 50 Schauspieler die Maßnahmen zur Eindämmung der COVID-19-Pandemie in Videos ironisch-satirisch kommentierten.

## Künstlerisches Schaffen

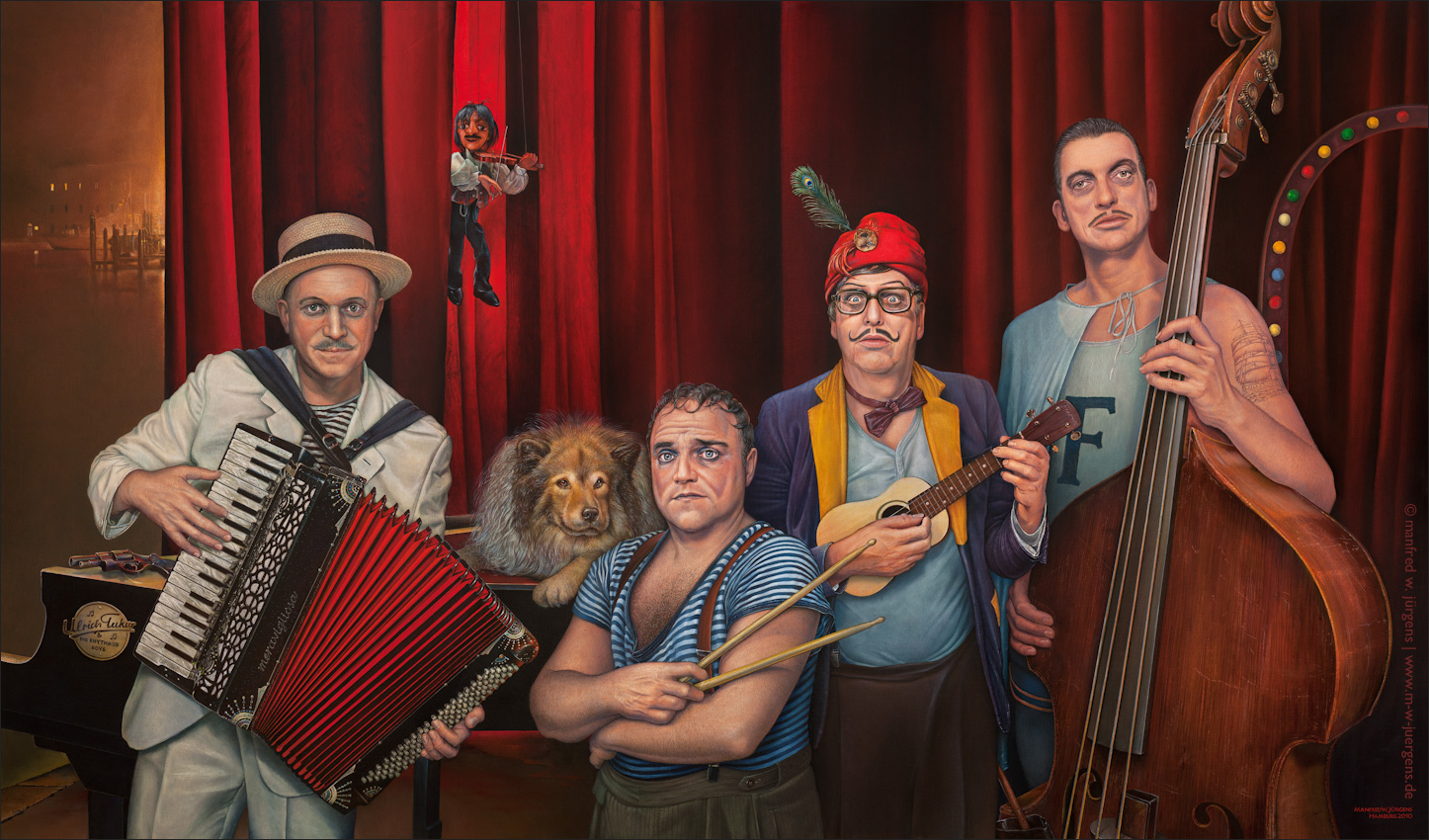
Ulrich Tukur & die Rhythmus Boys (2010), Porträt von Manfred W. Jürgens

Noch zu Tukurs Studienzeiten ermöglichte ihm der Regisseur Michael Verhoeven, erstmals in einem Film mitzuwirken: In Die weiße Rose spielte er 1982 den Studenten und Angehörigen des Widerstandskreises gegen die NS-Diktatur Willi Graf. Bei einem späteren Engagement in München in Ferdinand Bruckners Krankheit der Jugend wurde Peter Zadek auf ihn aufmerksam, und es ergab sich eine fruchtbare künstlerische Zusammenarbeit. Tukur spielte unter Zadeks Regie an der Freien Volksbühne in Berlin den SS-Offizier Kittel in Joshua Sobols Stück Ghetto.
Später wurde Tukur ebenso wie Zadek das Deutsche Schauspielhaus in Hamburg zur künstlerischen Heimat. Zadek wurde dessen Intendant, und Tukur war von 1985 bis 1995 Ensemblemitglied und in zahlreichen Haupt- und Nebenrollen zu sehen. Insbesondere konnte er unter Zadek in Shakespeares Wie es euch gefällt, als Marc Anton in Shakespeares Julius Cäsar, als Alwa Schön in Zadeks Inszenierung der Lulu von Frank Wedekind sowie als Hamlet in der Inszenierung von Michael Bogdanov überzeugen. 1986 wurde er von den deutschen Theaterkritikern zum Schauspieler des Jahres gekürt.
Von 1995 bis 2003 leitete Tukur zusammen mit Ulrich Waller als Intendant die Hamburger Kammerspiele, die er mit der Rolle des Beckmann in Wolfgang Borcherts Draußen vor der Tür eröffnete. Von 1999 bis 2001 trat er auf den Salzburger Festspielen in der Titelrolle von Jedermann von Hugo von Hofmannsthal auf.
Ulrich Tukur ist Mitglied der Freien Akademie der Künste Hamburg. Im März 2015 wurde er als Mitglied in die Deutsche Akademie der Darstellenden Künste aufgenommen.

Ulrich Tukur & die Rhythmus Boys bei einem Gastspiel in Hamburg Anfang der 1990er Jahre

1995 gründete er die Tanzkapelle Ulrich Tukur und die Rhythmus Boys, mit der er viele Tourneen gespielt und einige Tonträger veröffentlicht hat. Sie firmiert unter der Bezeichnung Die älteste Boygroup der Welt und spielt Eigenkompositionen und Evergreens, mit Ulrich Tukur als Sänger, Pianist, Akkordeonist und Moderator. Die Rhythmus Boys sind Kalle Mews (Schlagzeug, Tierlaute), Ulrich Mayer (Gitarre, Gesang) und Günter Märtens (Kontrabass, Gitarre, Gesang). Ulrich Tukur & Die Rhythmus Boys starteten am 24. April 2017 eine Tour als musikalische Botschafter Deutschlands in Budapest, Belgrad und Laibach.
Tukur verkörperte 2006 in dem Oscar-preisgekrönten Film Das Leben der Anderen den Oberstleutnant des DDR-Ministeriums für Staatssicherheit Anton Grubitz. Im August 2009 wurde bekannt, dass er für den Hessischen Rundfunk die Rolle des Ermittlers Felix Murot in der Fernsehreihe Tatort übernimmt. Am 28. November 2010 wurde die erste Folge mit Tukur ausgestrahlt.
Im Jahr 2014 übernahm er die Schirmherrschaft für den Deutschen Fernsehkrimi-Preis. Im Oktober 2019 veröffentlichte Tukur seinen ersten Roman, Der Ursprung der Welt.

## Filmografie (Auswahl)

### Kino
- 1982: Die weiße Rose
- 1983: Die Schaukel
- 1984: Die Story
- 1988: Ballhaus Barmbek (Regie: Christel Buschmann)
- 1988: Felix (Episodenfilm; Regie: Christel Buschmann, Helke Sander, Helma Sanders-Brahms, Margarethe von Trotta)
- 1992: Der demokratische Terrorist
- 1992: Die Spur des Bernsteinzimmers
- 1993: Wehner – die unerzählte Geschichte
- 1994: Rotwang muß weg!
- 1995: Mutters Courage
- 1995: Tränen aus Stein
- 1996: Charms Zwischenfälle (Regie: Michael Kreihsl)
- 1996: Beim nächsten Kuß knall’ ich ihn nieder
- 2000: Heimkehr der Jäger
- 2001: Taking Sides – Der Fall Furtwängler
- 2002: Der Stellvertreter
- 2002: Solaris
- 2005: Die Axt (Le couperet)
- 2006: Das Leben der Anderen
- 2007: 42plus
- 2007: Ein fliehendes Pferd
- 2007: Où est la main de l’homme sans tête
- 2008: Nordwand
- 2008: Séraphine
- 2009: John Rabe
- 2009: Das Vaterspiel
- 2009: Eden is West (Eden à l’Ouest)
- 2009: Das weiße Band – Eine deutsche Kindergeschichte
- 2009: Mitten im Sturm
- 2010: Der große Kater
- 2011: Largo Winch II – Die Burma Verschwörung
- 2011: Das Schwein von Gaza
- 2012: Zettl
- 2013: Houston
- 2013: Exit Marrakech
- 2014: Wochenenden in der Normandie (Week-ends) (Regie: Anne Villacèque)
- 2016: Gleißendes Glück
- 2017: Aus dem Nichts
- 2018: Grüner wird’s nicht, sagte der Gärtner und flog davon
- 2019: Adults in the room (Régie: Costa-Gavras)
- 2019: Und wer nimmt den Hund?
- 2020: Der Überläufer
- 2021: Es ist nur eine Phase, Hase
- 2022: Mehr denn je (Plus que jamais)
- 2022: Die Geschichte der Menschheit – leicht gekürzt
- 2024: Martin liest den Koran
- 2025: Die drei ??? und der Karpatenhund
- 2025: Köln 75

### Fernsehen
- 1986: Stammheim
- 1986: Lenz oder die Freiheit (Fernsehvierteiler, Teil Aufbruch)
- 1988: Das Milliardenspiel (Fernsehzweiteiler, Regie: Peter Keglevic)
- 1991: Die Kaltenbach-Papiere (Fernsehzweiteiler)
- 1993: Das letzte U-Boot
- 1993: Glückliche Reise – Dominikanische Republik (Fernsehreihe)
- 1993: Wehner – die unerzählte Geschichte
- 1995: Der Mörder und sein Kind

(Regie: Matti Geschonneck)
- 1995: Nikolaikirche
- 1996: Tatort: Perfect Mind – Im Labyrinth (Fernsehreihe)
- 1997: Freier Fall (Regie: Christian Görlitz)
- 1998: Kommissar Rex (Fernsehserie, Folge Mosers Tod)
- 1998: Das Böse (Regie: Christian Görlitz)
- 1999: Warten ist der Tod
- 2000: Bonhoeffer – Die letzte Stufe
- 2001: Die Verbrechen des Professor Capellari: Zerbrechliche Beweise (Fernsehreihe)
- 2002: Tatort: Filmriss
- 2003: Tatort: Das Böse
- 2004: Stauffenberg
- 2004: Die fremde Frau (Regie: Matthias Glasner)
- 2004: Mein Vater, meine Frau und meine Geliebte (Regie: Michael Kreihsl)
- 2005: Die Nacht der großen Flut
- 2005: Die Luftbrücke – Nur der Himmel war frei
- 2005: Tatort: Der Teufel vom Berg
- 2006: Dornröschen erwacht (Regie: Elmar Fischer)
- 2006: Das Schneckenhaus
- 2007: Mein alter Freund Fritz
- 2007: Rosa Roth – Der Tag wird kommen (Fernsehreihe, Dreiteiler)
- 2008: Der Mann, dem die Frauen vertrauten – Der Serienmörder Horst David (Regie: Walter Harrich)
- 2008: Die Frau aus dem Meer (Regie: Niki Stein)
- 2010: Gier (Fernsehzweiteiler)
- 2010: Eichmanns Ende – Liebe, Verrat, Tod (Regie: Raymond Ley)
- seit 2010: Tatort → siehe Felix Murot
  - 2010: Wie einst Lilly
  - 2011: Das Dorf
  - 2013: Schwindelfrei
  - 2014: Im Schmerz geboren
  - 2015: Wer bin ich?
  - 2016: Es lebe der Tod
  - 2019: Murot und das Murmeltier
  - 2019: Angriff auf Wache 08
  - 2020: Die Ferien des Monsieur Murot
  - 2021: Murot und das Prinzip Hoffnung
  - 2022: Murot und das Gesetz des Karma
  - 2023: Murot und das Paradies
  - 2024: Murot und das 1000-jährige Reich
- 2011: Unter Verdacht: Rückkehr (Fernsehreihe)
- 2012: Rommel
- 2013: Der Tote im Eis
- 2013: Pinocchio (Fernsehzweiteiler, Regie: Anna Justice)
- 2014: Die Auserwählten
- 2015: Grzimek
- 2015: Herr Lenz reist in den Frühling
- 2017: Die Lebenden und die Toten – Ein Taunuskrimi (Fernsehreihe, Zweiteiler)
- 2018: Der Mordanschlag (Fernsehzweiteiler)
- 2020: Ökozid
- 2020: Wild Republic (MagentaTV-Serie, 8 Folgen)
- 2021: Meeresleuchten
- 2021: Mutter kündigt
- 2021: Stadtkomödie – Die Unschuldsvermutung (Fernsehreihe)
- 2021: Faking Hitler (Fernsehserie)
- 2022: Gestern waren wir noch Kinder
- 2022: Bis zum letzten Tropfen

## Diskografie

### Musik
- 1989: Ulrich Tukur: Tanzpalast, CBS
- 1990: Ulrich Tukur spielt Erik in dem Musical Freudiana am Theater an der Wien
- 1994: Ulrich Tukur, Joachim Witt und Achim Reichel: Ein Freund bleibt immer Freund
- 1998: Ulrich Tukur & Die Rhythmus Boys: Meine Sehnsucht ist die Strandbar, Metronome
- 2001: Ulrich Tukur & Die Rhythmus Boys: Wunderbar, dabei zu sein, Tacheles! (Roofmusic, DE: Gold (German Jazz Award))[18]
- 2003: Ulrich Tukur & Die Rhythmus Boys: Morphium, Tacheles! (Roofmusic, DE: Gold (German Jazz Award))
- 2003: Peter Lohmeyer & Fink mit Ulrich Tukur: Bagdad Blues, Trocadero (Indigo)
- 2006: Ulrich Tukur & Die Rhythmus Boys: Musik hat mich verliebt gemacht, Roofmusic
- 2010: Ulrich Tukur: Mezzanotte, Deutsche Grammophon
- 2011: Ulrich Tukur & Die Rhythmus Boys: Musik für schwache Stunden, Trocadero (Indigo, DE: Gold (German Jazz Award))
- 2012: Musik im Hörbuch Roger Willemsen: Das müde Glück, gelesen vom Autor, sowie Sofia Brandt und Matthias Brandt, Tacheles Verlag, Bochum; 1 CD, 47 Minuten
- 2014: Ulrich Tukur & Die Rhythmus Boys: So wird's nie wieder sein: Lebendig im Konzert, Trocadero (Indigo)
- 2015: Ulrich Tukur & Die Rhythmus Boys: Let's Misbehave!, Trocadero (Indigo)
- 2024: Ulrich Tukur & Die Rhythmus Boys: Es leuchten die Sterne, Warner Music[19]

### Hörbücher
- 1988: Die Verwirrungen des Zöglings Törleß von Robert Musil, Rowohlt (Kassette)
- 2000: Herr Ober, bitte einen Tänzer. Aus dem Leben eines Eintänzers von Billy Wilder, Patmos
- 2002: Der Frauenmörder von Hugo Bettauer, Roof Music
- 2002: Ich hab im Traum geweinet, Ulrich Tukur singt und spricht Heinrich Heine, begleitet vom Efim Jourist Quartett, Hoffmann und Campe
- 2004: Gebrauchsanweisung für Italien von Henning Klüver, Roof Music
- 2004: Venedig (Autor und Sprecher), Hoffmann und Campe
- 2005: Die Verwirrungen des Zöglings Törleß von Robert Musil, Dhv der Hörverlag
- 2005: 36 Stunden. Die Geschichte vom Fräulein Pollinger von Ödön von Horváth, Tacheles
- 2006: Freiheit ist ein Werk von Worten von Dietrich Bonhoeffer, Random House Audio
- 2006: Rainer Maria Rilke – Die schönsten Gedichte von Rainer Maria Rilke, Argon Verlag
- 2009: Italienische Reise von Johann Wolfgang von Goethe, Coproduktion BR4
- 2009: Höre, mein Herz, die schönsten Liebesgedichte. Klavier: Alexander Raytchev, Audiobook
- 2009: Der Kopf des Georg Friedrich Händel. Erzählung von Gert Jonke mit Musik von Georg Friedrich Händel, Cybele Records
- 2010: Kokain. Biographie, Lyrik, Prosa, Briefe von Walter Rheiner, gesprochen von Helmut Krauss, Marc Bator, Ulrich Tukur, Edition Apollon
- 2013: Die Spieluhr, von Ulrich Tukur, Hörbuch Hamburg
- 2022: Vom Erzählen – Poesie des Alltags, von Hermann Bausinger, Hirzel Verlag

## Auszeichnungen
- 1985: O.E. Hasse-Preis
- 1985: Boy-Gobert-Preis
- 1986: Schauspieler des Jahres

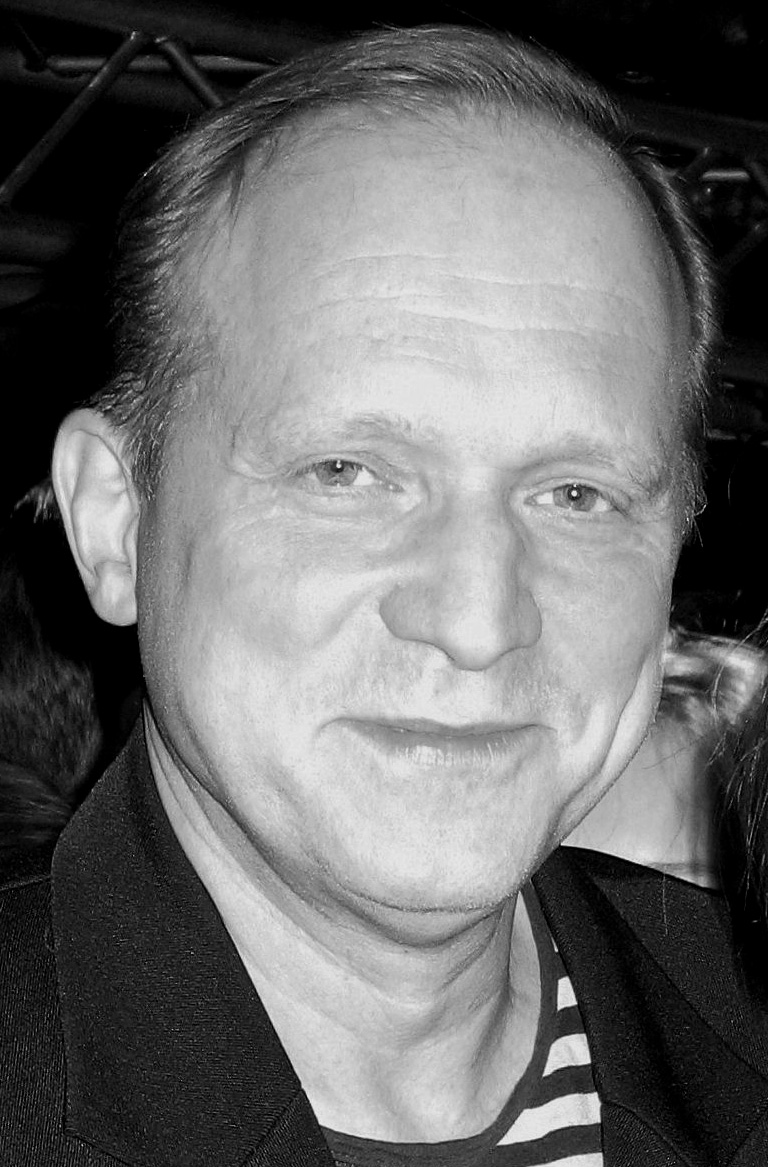
Ulrich Tukur (2009)

- 1986: Goldener Bär der Berlinale für Stammheim
- 1996: Goldene Kamera für die Darstellung des Triebtäters in Der Mörder und sein Kind
- 1996: Insel-Kunstpreis Hamburg
- 2000: Adolf-Grimme-Preis als Darsteller in Warten ist der Tod
- 2004: Deutscher Fernsehpreis – Bester Schauspieler für die Rolle eines Bankers im Tatort Das Böse
- 2006: Deutscher Filmpreis – Beste darstellerische Leistung – männliche Nebenrolle für Das Leben der Anderen
- 2009: Bayerischer Filmpreis 2008 als Bester Darsteller in John Rabe
- 2009: Deutscher Filmpreis als Bester Hauptdarsteller für John Rabe
- 2009: Friedenspreis des Deutschen Films – Die Brücke für John Rabe
- 2010: Niedersächsischer Staatspreis gemeinsam mit Wilhelm Krull[20]
- 2011: Goldene Kamera als Bester Deutscher Schauspieler für Tatort: Wie einst Lilly
- 2011: Chevalier de l'Ordre National des Arts et des Lettres
- 2012: Bambi für Rommel (Bester Schauspieler national)
- 2012: Stern auf dem Boulevard der Stars in Berlin
- 2013: Jacob-Grimm-Preis Deutsche Sprache[21]
- 2015: Adolf-Grimme-Preis als Darsteller in dem Tatort: Im Schmerz geboren
- 2015: Helmut-Käutner-Preis[22]
- 2017: Emder Schauspielpreis
- 2017: Ehrenpreis des Hessischen Ministerpräsidenten für besondere Leistungen im Bereich Film und Fernsehen
- 2019: Deutscher Fernsehkrimipreis als Bester Darsteller in Murot und das Murmeltier[23]
- 2021: Goldener Ochse
- 2024: Askania Award Bester Darsteller
- 2025: Kinofest Lünen: Ehrenpreis Nike für sein Lebenswerk[24]

## Veröffentlichungen
- Die Seerose im Speisesaal. Venezianische Geschichten. List, Berlin 2005, ISBN 3-548-60839-6.
- Wehe, wirre, wunderliche Worte. Deutsche Liebesgedichte. Ausgewählt von Ulrich Tukur. Fotografien von Katharina John. Ullstein, Berlin 2011, ISBN 978-3-550-08864-3.
- Die Spieluhr. Ullstein, Berlin 2013, ISBN 978-3-550-08030-2.
- Der Ursprung der Welt. S. Fischer, Frankfurt am Main 2019, ISBN 978-3-10-397273-3.